# Laena kabakovi
Laena kabakovi – gatunek chrząszcza z rodziny czarnuchowatych i podrodziny omiękowatych.
Gatunek ten został opisany w 2010 roku przez Wolfganga Schawallera. Epitet gatunkowy nadano na cześć Olega Kabakowa.
Chrząszcz o ciele długości od 5 do 7 mm. Przedplecze ma sercowate, najszersze w przedniej ⅓, błyszczące, nieobrzeżone po bokach. Pokrywy są regularnie wypukłe, błyszczące, o drobno punktowanych międzyrzędach. Odnóża mają nieuzbrojone uda.
Owad palearktyczny, znany z dystryktów Swat i Upper Dir w Pakistanie oraz prowincji Nurestan w północno-wschodnim Afganistanie.